# Ogbonna John
Ogbonna Emmanuel John (3 dicembre 1997) è un lottatore nigeriano specializzato nella lotta libera.

## Biografia
Ha vinto la medaglia d'oro ai Giochi panafricani di Rabat 2019, nel torneo della lotta libera, categoria fino a 74 chilogrammi, battendo in finale l'egiziano Sami Hamdi Amin Rabi.

## Palmarès
- Giochi panafricani

Rabat 2019: oro nei 74 kg.
- Campionati africani

Marrakech 2017; oro nei 70 kg.
Port Harcourt 2018; oro nei 74 kg.
Hammamet 2019; oro nei 74 kg.